# Буйний «Лебідь»
«Буйний „Лебідь“» («Asov „Oq qush“») — радянський художній фільм 1977 року, знятий режисером Мухтаром Агою-Мірзаєвим на кіностудії «Узбекфільм».

## Сюжет
Плаває Аральським морем під командою капітана Полата рибальський сейнер «Лебідь». Завжди приходить він у порт із повними трюмами риби. У свій перший рейс пішов учорашній школяр Камал, який вирішив продовжити справу батька. Під час цього рейсу відбувається конфлікт Полата із головою колгоспу Джумабаєм. Порушуючи інструкцію, капітан узяв на борт кухаря-жінку. А коли після вирішення конфлікту судно виходить у море, вся риба зникла — пішла на мілину. Вперше корабель Полата приходить у порт порожнім — лише з двома мішками риби. Капітан наважується на приписку улову, а потім йде на мілину, де нереститься риба. Камал повстає проти незаконного лову. Наступного рейсу «Лебідь» йде без Полата.

## У ролях
- Бехзод Хамраєв — Камал
- Мурад Раджабов — Полат
- Ділором Камбарова — Айсенем
- Меліс Абзалов — Конис
- Садикбек Джаманов — Джумабай
- Асанкул Куттубаєв — Сапар
- Куатбай Абдреїмов — Куват
- Лола Бадалова — мати Камала
- Азат Ансатбаєв — роль другого плану
- Досберген Ранов — рибалка
- Акмурад Бяшимов — Болтабай
- Шаріф Кабулов — рибалка
- Павло Первушин — рибалка
- Яхйо Файзуллаєв — Талас
- Учкун Рахманов — рибалка
- Максуд Мансуров — рибалка
- Георгій Строков — рибалка
- Джавлон Хамраєв — рибалка
- Хамар Адамбаєва — Фатіма
- Микола Бармін — Михайло Іванович
- Аймхан Шамуратова — мати Кониса
- Вахаб Абдуллаєв — роль другого плану
- Уктам Лукманова — Бібігуль, дружина Кониса
- Х. Аймбетов — роль другого плану
- Г. Дошумов — роль другого плану
- Ісамат Ергашев — Джанібек
- Анвар Кенджаєв — роль другого плану
- В. Нікітін — роль другого плану
- Б. Алієв — роль другого плану
- Олександр Лоскутов — роль другого плану
- А. Атакулов — роль другого плану
- Реїмбай Сеїтов — роль другого плану
- С. Утебергенов — роль другого плану
- З. Піязов — роль другого плану
- Ібрагім Алієв — роль другого плану

## Знімальна група
- Режисер — Мухтар Ага-Мірзаєв
- Сценарист — Дмитро Холендро
- Оператор — Леонід Травицький
- Композитор — Руміль Вільданов
- Художник — Вадим Добрін